# Вайфар (Аквитания)
Вайфар (Waifar, Waifre, Waiofar, на латински: Waifarius, † 2 юни 768) е херцог на Аквитания от 745 до смъртта си.

## Биография
Той последва през 745 г. баща си Хуналд I. Вайфар се скарва с Пипин III заради франкска манастирска собственост в Аквитания. През 760, 761 – 763 и 766 – 768 г. Пипин предприема походи против Вайфар. Вайфар бяга, но малко по-късно е убит от хората му, по нареждане на Пипин.
Вайфар е женен за Адела от Гаскона, дъщеря на Луп II от Гаскона. Вероятно той е баща на Хуналд II († 769).